# Vladimir Vasiljev
Vladimir Nikolajevič Vasiljev (rusky Владимир Николаевич Васильев, 8. srpna 1967 Mykolajiv) je ruský spisovatel píšící od roku 1991. Mezi jeho díla patří například Denní hlídka, kterou napsal ve spolupráci s Sergejem Lukjaněnkem, a Temná hlídka.